# Kriegerdenkmal Mehmke

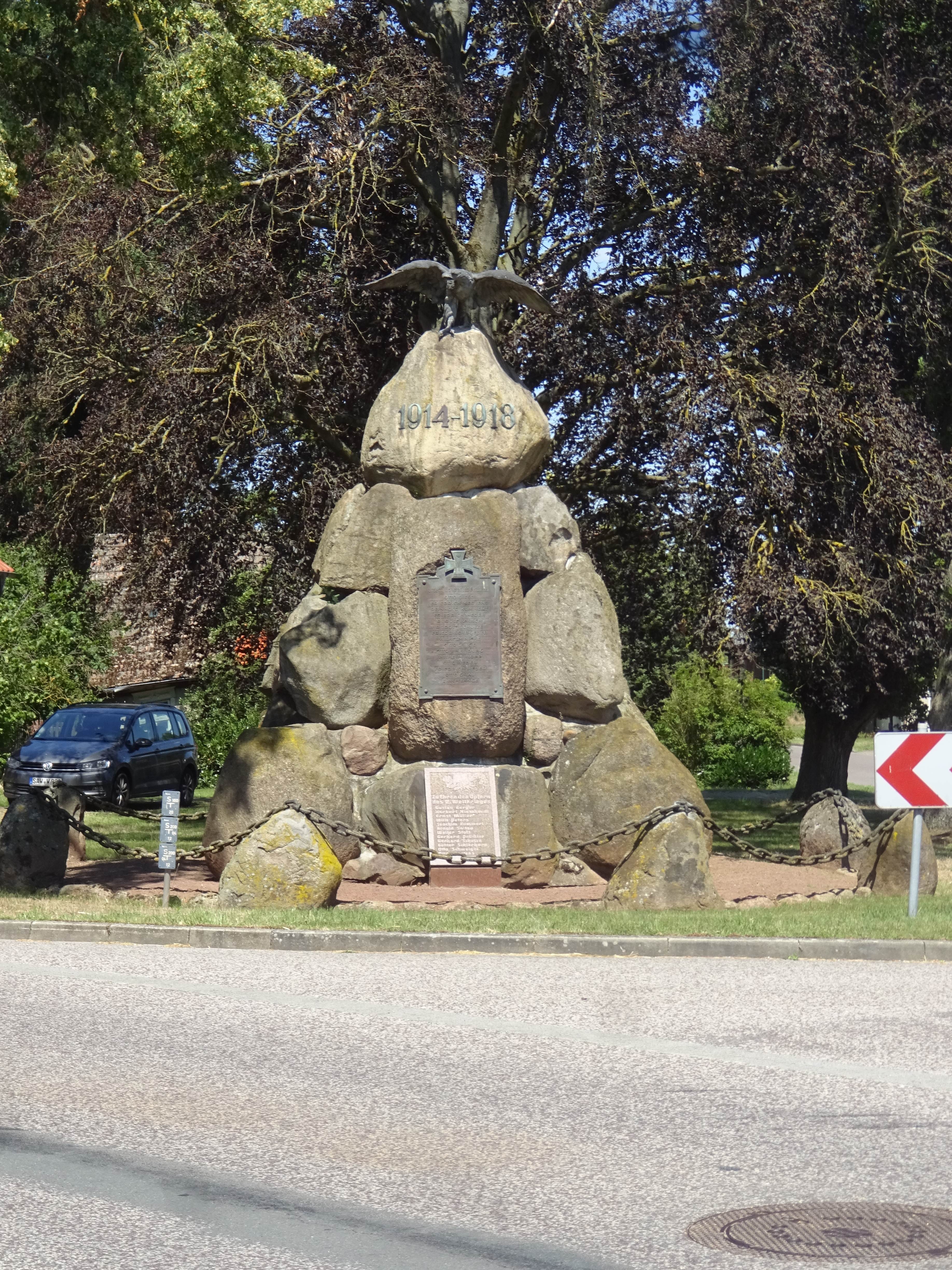
Kriegerdenkmal Mehmke

Das Kriegerdenkmal Mehmke ist ein denkmalgeschütztes Kriegerdenkmal im Ortsteil Mehmke der Gemeinde Diesdorf in Sachsen-Anhalt. Im örtlichen Denkmalverzeichnis ist das Kriegerdenkmal unter der Erfassungsnummer 094 90383 als Baudenkmal verzeichnet.

## Allgemeines
Das Kriegerdenkmal Mehmke befindet sich an der Kreuzung Peckensener Straße und Hauptstraße, nordöstlich der Dorfkirche Mehmke. Es besteht aus aufgetürmten Findlingen in Form einer Pyramide. Verziert ist es mit einer Gedenktafel mit Eisernem Kreuz für die gefallenen Soldaten des Ersten Weltkriegs, darunter befindet sich eine später hinzugefügte Gedenktafel für die gefallenen Soldaten des Zweiten Weltkriegs. Gekrönt wird das Denkmal von einem Adler mit ausgebreiteten Schwingen und am obersten Findling sind die Jahreszahlen 1914–1918 angebracht.
Im Kreisarchiv des Altmarkkreises Salzwedel ist die Ehrenliste der Gefallenen des Ersten Weltkriegs erhalten geblieben. Auf dem örtlichen Friedhof sind Gedenksteine von Gefallenen erhalten geblieben und in der Dorfkirche befindet eine Gedenktafel für die Gefallenen des Befreiungskrieges von 1813–1815.

## Inschrift
Erster Weltkrieg
Zweiter Weltkrieg